# Dolors Peñalver Valenzuela

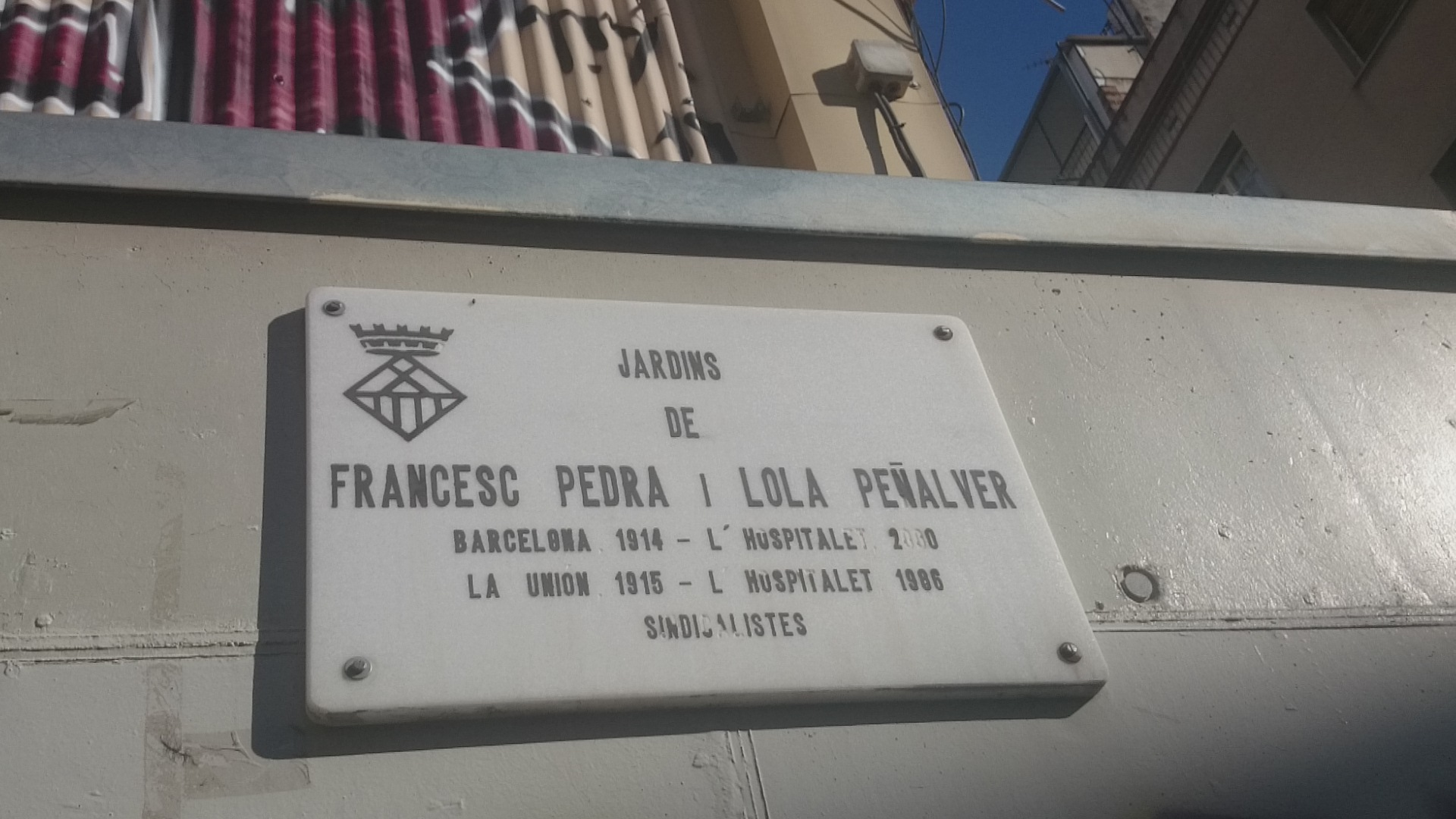

Dolors Peñalver Valenzuela (La Unión, Múrcia, 1915 - l'Hospitalet de Llobregat, 1986), coneguda com la Lola, fou una líder sindical, militant de la CNT i de Mujeres Libres. Represaliada pel franquisme, fou un referent de la lluita obrera, feminista i veïnal.

## Biografia
Nascuda a la conca minera de La Unión, el 1924 tota la família va emigrar a Catalunya i es va instal·lar al barri de la Torrassa de l'Hospitalet de Llobregat. Tenia deu germans i estaven vinculats al moviment llibertari. El pare venia fruita al Born i ella l'acompanyava. Als catorze anys buscà feina en el ram del tèxtil i va aprendre l'ofici de metxera.

## Activisme sindical
El 1932 amb 17 anys treballava a la fàbrica de Can Trinxet, al barri de Santa Eulàlia de Provençana, es va afiliar a la CNT i esdevingué una sindicalista molt activa. Freqüentava l'Ateneu de Santa Eulàlia i participava en vagues i mobilitzacions que reclamaven drets laborals i condicions de vida menys miserables. Per la seva participació en els piquets de vaga fou empresonada dues vegades durant la Segona República.
Unida sentimentalment a Francesc Pedra Argüelles, un destacat i precoç activista del moviment obrer que a l'edat d'onze anys havia liderat La vaga dels aprenents, la Guerra Civil i l'exili els mantingué una dècada separats. El 1939 la Lola fou detinguda pels seus antecedents i passà gairebé tres anys a la Presó de Dones de les Corts de forma irregular, sense acusació concreta i sense judici. Mentre estava presa va morir el seu fill de dos anys i alguns dels seus germans. En recobrar la llibertat, quedà inscrita en les anomenades llistes negres que elaborava el Franquisme i que condemnaven els afectats a l'ostracisme laboral i a la misèria. Sobrevisqué anant a servir i cosint a casa.
Acabada la Segona Guerra Mundial, el seu company fou alliberat del camp de presoners de Magdeburg, on havia estat reclòs com a treballador esclau del nazisme. Tornà clandestinament a Catalunya i treballà molts anys amb documentació falsa en el sector del vidre. A punt d'arribar a la dècada de 1950 la parella va tenir un altre fill, Germà Pedra Peñalver, que a finals de la dècada de 1970 fou un pioner del MELH (Movimento Español de Liberación Homosexual), va militar al PSC i va ser regidor i diputat a la Diputació de Barcelona.
Establerts al barri de Pubilla Cases de l'Hospitalet, des del 1959 la llar de Lola Peñalver i Francesc Pedra es convertí en un símbol de la resistència contra la dictadura franquista. A principis de la dècada del 1970 ella que havia estat militant de l'organització femenina anarcosindicalista Mujeres libres, creà el primer grup d'alfabetització per a dones i participà activament en les lluites veïnals. Va morir el 1986 als 71 anys. El seu marit, que va viure fins a l'any 2000, va mantenir la seva implicació social participant en grans mobilitzacions i coordinant l'associació de jubilats i pensionistes, i l'assemblea d'aturats. El 1994 donà tota la documentació a l'Arxiu Municipal de l'Hospitalet de Llobregat.

## Reconeixements
El 2006, en un petit espai enjardinat de la ciutat, entre els carrers Joventut i Mas, es van inaugurar els Jardins de Francesc Pedra i Lola Peñalver, en memòria de la parella que va dedicar tota la vida a lluitar pels drets i llibertats de la gent treballadora.